# Цветан Мицев
Цветан Богоев Мицев е български революционер, деец на Вътрешната македоно-одринска революционна организация.

## Биография
Цветан Мицев е роден на 14 август 1880 година в прилепското село Прилепец, тогава в Османската империя.
През 1901 година става член на Вътрешната македоно-одринска революционна организация.
Става нелегаен в четите на Петър Юрков и Петър Костурски. Взема участие в сражение при с. Селка и в убийството на Н. Каранкукулов, убийство на 18 партизани при манастира „Свети Никола“ в село Прилепец, при нараняване на Петър Юрков. Лежал в сръбски затвор за четата на Петър Пашата.
През 1912 година идва от Америка в България да подкрепи българската армия. Става македоно-одрински опълченец във 2-ра рота на 11-а серска дружина. Участва във всички боеве през 1912 и 1913 година. Бил е четник в четата на Христо Оклев, с която участва в боя при село Алинци, а с четата на Толе паша участва в боя в село Витолища и в други сражения. Бил в осъждан в Пожаревац и Битоля от новите сръбски власти.
До освобождението през 1941 година поддържа българския дух в селяните.
Взема лично участие при завързалата се престрелка срещу комунистическия партизански отряд „Гьорче Петров“, появил се в манастира „Свети Никола“ в Прилепец на 20 декември 1942 година, за което му е изказана похвала и благодарност със заповед номер 8 от 5 януари 1943 година.
През 1943 година подава молба за българска народна пенсия.